# Junta de Castella i Lleó

Escut logotipat de la Junta de Castella i Lleó.

La Junta de Castella i Lleó (en castellà Junta de Castilla y León), segons l'Estatut d'Autonomia de Castella i Lleó, és l'òrgan de govern i administració de la Comunitat de Castella i Lleó i exerceix la funció executiva i la potestat reglamentària. Està composta pel President de la Junta, els Vicepresidents i els Consellers. La funció de la Junta és la d'exercir el govern i l'administració de la Comunitat.

## El President i la seu
El President de la Junta és la màxima representació de la Comunitat, dirigeix les accions de la Junta de Castella i Lleó i coordina als seus membres. És triat per les Corts de Castella i Lleó, pot ser cessat per aquestes si perd el suport de més de la meitat dels Procuradors, i té la capacitat de nomenar i destituir als Consellers. El seu mandat ordinari és de 4 anys. La seu de la Junta de Castella i Lleó es troba en el palau de l'Assumpció de Valladolid. Aquest edifici està situat en la Plaza de Castilla y León, 1, en el Barri de Covaresa

## Presidents des de la seva creació (1983)
- Demetrio Madrid López (PSOE) (1983-1986)
- José Constantino Nalda García (PSOE) (1986-1987)
- José María Aznar López (Aliança Popular) (1987-1989)
- Jesús María Posada Moreno (PP) (1989-1991)
- Juan José Lucas Giménez (PP) (1991-2001)
- Juan Vicente Herrera Campo (PP) (2001-2019)
- Alfonso Fernández Mañueco PP) (2019-)

A l'etapa preautonòmica, el Consell General de Castella i Lleó (1978-1983) fou presidit per Juan Manuel Reol Tejada (UCD) durant el període 1978-1980 i per José Manuel García-Verdugo (UCD) durant el període 1981-1983.

## Conselleries i Consellers
Al capdavant de cada Conselleria hi ha un Conseller, que és nomenat i separat lliurement pel president, i cadascuna se subdivideix en Direccions generals que coordinen i dirigeixen els serveis administratius. A més cada Conselleria té un Secretari General i poden dependre d'ella diversos organismes autònoms i empreses públiques.
- Vicepresidenta Primera i consellera de Medi Ambient : María Jesús Ruiz Ruiz.
- Vicepresident Segon i Conseller d'Economia i Ocupació : Tomás Villanueva Rodríguez.
- Conseller de la Presidència i Portaveu : José Antonio de Santiago Juárez López.
- Consellera d'Administració Autonòmica : Isabel Alonso Sánchez.
- Conseller d'Interior i Justícia : Alfonso Fernández Mañueco.
- Consellera d'Hisenda : Pilar del Olmo Moro.
- Conseller de Foment : Antonio Silván Rodríguez.
- Consellera d'Agricultura i Ramaderia : Silvia Clemente Municio.
- Conseller de Sanitat : Francisco Javier Álvarez Guisasola.
- Conseller de Familía i Igualtat d'Oportunitats : César Antón Beltrán.
- Conseller d'Educació : Juan José Mateos Otero.
- Consellera de Cultura i Turisme : María José Salgueiro Cortiñas.

## Competències transferides
(De l'Estat central a la Comunitat)
- Sanitat
- Universitats
- Educació (no universitària)
- Agricultura
- Ocupació

## ElConsell Consultiu
És l'òrgan suprem de consulta del Govern de la Junta. Els seus dictàmens no són vinculants, és a dir, la Junta no està obligada a seguir les seves opinions. Està compost per cinc membres, tres triats per les Corts i dues per la Junta. La seva seu està en la ciutat de Zamora.